# Liste des familles catholiques de la noblesse du Royaume-Uni
Liste des familles catholiques de noblesse dans les différentes pairies britanniques.
Persécutées sous les monarques Tudor, Stuart, William & Mary, Anne et de Hanovre, ces familles (dites récusantes) étaient en majorité jacobites au XVIIe et XVIIIe siècles. Ces familles de noblesse accueillaient chez eux tous les prêtres qui pouvaient se réfugier dans les chambres secrètes, connues priest-holes.
À la fin du XVIIIe siècle, les grandes familles catholiques se sont ralliées à la maison royale de Hanovre sous l'impulsion du Cisalpine Club (en). Au XIXe siècle elles ont bénéficié de l'émancipation des catholiques. Dès lors elles ont été rejointes par quelques familles retournées au catholicisme.
Avant l'Acte d'émancipation les enfants de ces familles nobles faisaient ses études au collège des Jésuites anglais (Saint-Omer), ensuite à Bruges ou à Douai et, depuis 1808, au collège d'Ushaw ou à Stonyhurst. De nos jours ils vont souvent dans les lycées catholiques d'Ampleforth (en), Downside, Worth, The Oratory (en), St. Mary's (en) à Ascot (filles), St. Mary's (en) à Shaftesbury (filles) et, jusqu'en 1967, du Beaumont College (Windsor).
Plusieurs sont aussi nommés chevaliers dans l'actuel ordre souverain de Malte (OSM).

## Ducs
| Nom             | Titre          | Date de création | Autres titres | Remarques |
| --------------- | -------------- | ---------------- | --- | --- |
| FitzAlan-Howard | duc de Norfolk | 1483             | comte-maréchal d'Angleterre (1509) ; comte d'Arundel (1289) ; comte de Surrey (1483) ; comte de Norfolk (1644) ; baron Beaumont (1309) ; baron Maltravers (en) (1330) ; baron FitzAlan (1627) ; baron Clun (1627) ; baron Oswaldestre (1627) ; baron Howard de Glossop (en) (1869) | famille toujours restée catholique ; premiers ducs d'Angleterre. siège : Arundel Castle, dans le Sussex ; illustration : Philip Howard (1557 † 1595) ; le 17e duc de Norfolk KG (1915 † 2002), chevalier de la Légion d'honneur, grand-croix de l'ordre de Pie IX et pro Merito Melitensi ; Richard Fitzalan-Howard (né 1953), fils du général lord Michael Fitzalan-Howard GCVO (en) ; et le cardinal Howard (1829 † 1892) : |

## Marquis
| Nom       | Titre                          | Date de création | Autres titres | Remarques |
| --------- | ------------------------------ | ---------------- | --- | --- |
| Ker       | marquis de Lothian (Écosse)    | 1701             | comte de Lothian (1606 et 1631) ; comte d'Ancram (1633 et 1701) ; vicomte de Briene (1701) ; baron Newbattle (1591) ; baron Jedburgh (1622) ; baron Kerr de Newbattle (1631) ; baron Kerr de Nisbet, Langnewtoun et Dolphinstoun (1633) ; baron Kerr de Newbattle, Oxnam, Jedburgh, Dolphinstoun et Nisbet (1701) ; et baron Ker de Kersheugh (1821) | illustration : le 13e marquis actuel, plus connu en tant que politique, Michael Ancram, cr. 2010 baron Kerr de Monteviot à vie pour siéger à la Chambre des lords, aussi conseilleur privé, chevalier dans l'ordre de Saint-Lazare. siège : Ferniehirst Castle (en).   |
| Innes-Ker | marquis de Bowmont et Cessford | 1707             | héritier apparent du 10e duc de Roxburghe (en) et des autres titres familiaux. | illustration : Charles Innes-Ker (marquis par courtoisie) se convertit au catholicisme le 22 juillet 2011 avant de se marier dans l'église de notre-Dame et saint-Grégoire (en) à Londres avec Charlotte Aitken, fille aînée du Maxwell Aitken (3e baron Beaverbrook). |
| Stuart    | marquis de Bute                | 1796             | baronnet (1627) ; comte de Bute, de Cumra et Inchmarnock, vicomte de Kingarth et baron Mount Stuart (1703) ; baron Mount Stuart (1761) ; baron Cardiff (1776) ; comte de Windsor et vicomte Mountjoy (1796) ; comte de Dumfries (1803) | famille redevenue catholique en 1868. illustration : Fra' Fredrik Crichton-Stuart (1940 † 2011), est fils aîné du lord Rhidian Crichton-Stuart (en). siège : Mount Stuart (en).                                                                                        |
| Hervey    | marquis de Bristol             | 1826             | baron Hervey (en) (1703) ; comte de Bristol (1714) | illustration : Frederick Hervey (4e comte de Bristol), lady Victoria Hervey. parenté : baronnets Hervey-Bathurst (en). ancien siège : Ickworth House. |

## Comtes
| Nom           | Titre                                      | Date de création | Autres titres | Remarques |
| ------------- | ------------------------------------------ | ---------------- | --- | --- |
| Talbot        | comte de Shrewsbury                        | 1442             | comte de Waterford (1446) ; comte Talbot (en) (1784) et vicomte Ingestre (Grande-Bretagne) ; baron Talbot (en) (1331, abéant) ; baron Talbot (1733). | ancienneté : depuis le Moyen Âge. illustration : John Talbot, baron Furnivall de uxoris ; le duc de Shrewsbury KG. parenté : duc de Tyrconnell ; vicomtes Lisle (en) ; vicomtes Chetwynd (en) ; baronnets Talbot (en). anciens sièges : Alton Towers, Ingestre Hall. |
| Courtenay     | comte de Devon                             | 1553             | vicomte Courtenay (1752) ; baronnet Courtenay (1644) | ancienneté : depuis le Moyen Âge. illustration : maison de Courtenay. parenté : seigneurs de Courtenay, puis comtes d'Édesse (empereurs de Constantinople). siège : Powderham Castle (en), dans le Devon. |
| Drummond      | comte de Perth (Écosse)                    | 1604             | lord Drummond (1487) ; lord Maderty (1608) ; vicomte de Strathallan et lord Drummond de Cromlix (1604) ; lord-intendant héréditaire de Menteith et Strathearn ; chef du clan Drummond (en).                                                                               | ancienneté : depuis le Moyen Âge. illustration : le 9e comte actuel, son frère et père anciens élèves de Downside, dont le père est petit-fils Constable-Maxwell (en). parenté : d'ascendance du roi André de Hongrie ; ducs de Perth (éteint). anciens sièges : Stobhall (en), Drummond Castle |
| Bertie        | comte de Lindsey (it)                      | 1626             | baron Willoughby d'Eresby (1313) ; marquis de Lindsey (1706), Robert Bertie (1er duc d'Ancaster et Kesteven) (Grande-Bretagne, 1715) ; baron Norreys (1675 ; préséance 1572), et Comte d'Abingdon (1682) ; baron (1915) puis vicomte Bertie de Thames (Royaume-Uni, 1918) | ancienneté : depuis le Moyen Âge illustration : cohéritiers lords-grand-chambellan britannique ; grand-maître de l'OSM, frà Andrew Bertie. siège : Grimsthorpe Castle. |
| Ramsay        | comte de Dalhousie (en) (Écosse)           | 1633             | lord Ramsay de Dalhousie (Écosse, 1618) ; baron Ramsay de Glenmark (Royaume-Uni, 1875) ; chef du clan Ramsay | ancienneté : cité 1140, filiation suivie 1471. illustration : marquis de Dalhousie, le 17e comte actuel, lord-intendant britannique, ses frères et cousins sont anciens élèves d'Ampleforth. parenté : comte d'Holderness, baronnets Ramsay (en). sièges : Dalhousie Castle, Brechin Castle. |
| Rospigliosi   | comte de Newburgh (Écosse)                 | 1660             | vicomte de Kynnaird et lord Levingston (1660) ; James Livingston (1er comte de Newburgh) (1627, éteint) ; prince du Saint-Empire (1658) | famille toujours restée catholique. illustration : le 12e comte actuel, 11e prince Rospigliosi (it), ex capitaine-commandeur de la Garde noble pontificale. parenté : comtes de Linlithgow (en), comtes de Sussex, princes Bandini-Giustiniani (dont le pape Clément IX). anciens sièges : palazzo Rospigliosi (it), Dilston Castle (en), dans le Northumberland.                                         |
| Ferrers       | comte Ferrers (en) (Grande-Bretagne)       | 1711             | baron Ferrers de Chartley (1299, abéant) ; baronnet Shirley (1611) | ancienneté : depuis le Moyen Âge. parenté : vicomtes Hereford ; William Waddington (premier ministre de France). siège : Ditchingham Hall, dans le Norfolk. |
| Waldegrave    | comte Waldegrave (en) (Grande-Bretagne)    | 1729             | baron Radstock (en) (Irlande, 1800) | illustration : baron Waldegrave de North-Hill (à vie) siège : Chewton, dans le Somerset. |
| Wallop        | comte de Portsmouth (en) (Grande-Bretagne) | 1743             | vicomte Lymington et baron Wallop (1720) | parenté : baron Fellowes (en), Malcolm Wallop (sénateur). siège : Farleigh, dans l'Hampshire. |
| Butler        | comte de Carrick (Irlande)                 | 1748             | vicomte Ikeririn (Irlande, 1629) ; baron Butler (Royaume-Uni, 1912) | illustration : le père du comte actuel, fils d'une Turville-Constable-Maxwell, ancien de Downside, comme son grand-père. ancienneté : cité 1140, filiation suivie 1372. parenté : comtes puis ducs d'Ormonde, vicomtes Mountgarret (en) et baronnets Butler (en). |
| Saville       | comte de Mexborough (Irlande)              | 1766             | vicomte Pollington (Irlande, 1766) ; baron Pollington (Irlande, 1753) | le 8e comte actuel est un ancien de Downside, dont sa tante épouse un Scrope ; la petite-fille du 6e comte épouse l'actuel baron Hylton (en). ancienneté : filiation suivie 1380. sièges : Methley (en), Arden Hall, dans le Yorkshire. |
| Vaughan       | comte de Lisburne (Irlande)                | 1776             | vicomte Lisburne (en) (1695). | parenté : le Cardinal Vaughan alliances : vicomtes Courtenay, baronnets Prideaux (en). sièges : Trawsgoed, Mamhead House. |
| McDonnell     | comte d'Antrim (Irlande)                   | 1785             | vicomte Dunluce (Irlande, 1785) | branche cadette des Kerr, marquis de Lothian (it). illustration : le 7e comte, père du comte actuel, est un ancien de Downside : ses deux filles sont anciennes de St. Mary's School à Shaftesbury. ancienneté : celle des marquis de Lothian (en). siège : Château de Glenarm. |
| Nelson        | comte Nelson                               | 1805             | vicomte Merton, baron Nelson (1805) ; duc de Bronté (it) (Deux-Siciles, 1799) | ancienneté : héritiers (en) de l'amiral Horatio Nelson, chevalier du Bain (KB), de la famille catholique originaire de Nelson dans le Lancashire. illustration : le 6e comte Nelson (en) (1890 † 1957), ancien de Downside et son oncle, Horatio Nelson connu vicomte Trafalgar (1854 † 1905). |
| Noel          | comte de Gainsborough                      | 1841             | vicomte Campden (1841) ; baron Barham (1805) ; baron Noel (1841) ; baronnet (1781) | la branche principale de la famille Noel est catholique depuis le Baptiste Noel (3e comte de Gainsborough). illustration : le 5e comte de Gainsborough, chevalier du très vénérable ordre de Saint-Jean ; Robert Noel (en) (Lancastre héraut (en)). siège : Exton Hall, dans le Rutland. |
| Bulwer-Lytton | comte de Lytton                            | 1880             | vicomte Knebworth ; baron Wentworth (en) (1529) ; baron Lytton (en) (1860) | famille toujours restée catholique. ancienneté : filiation depuis le XVe siècle. alliance : barons Cobbold (en). ancien siège : Knebworth. |
| Northcote     | comte d'Iddesleigh (Devon)                 | 1885             | baronnets Northcote (en) (1641) ; vicomte Saint Cyres (1885) ; baron Northcote (1899) | famille redevenue catholique. ancienneté : filiation suivie 1118 illustration : ministres britanniques, Henry Northcote et un gouverneur de Hong-Kong (en). siège : Pynes (en). |
| Asquith       | comte d'Oxford et Asquith                  | 1925             | vicomte Asquith (titre subsidiaire) | ancienneté : filiation suivie 1855 illustration : le premier ministre Herbert Asquith, un gouverneur des Seychelles, un juriste (« Law Lord »), autres avocats, des ambassadeurs et militaires. parenté : lady Violet Bonham Carter ; la baronne Bonham-Carter de Yarnbury ; l'hon. sir Dominic Asquith (en) ; le 3e comte actuel, OBE et son fils connu vicomte Asquith (né 1979), anciens d'Ampleforth. |

## Vicomtes
| Nom       | Titre                          | Date de création | Autres titres | Remarques |
| --------- | ------------------------------ | ---------------- | --- | --- |
| Preston   | vicomte Gormanston (Irlande)   | 1478             | vicomte Tara (es) (1650, éteint) ; baron Gormanston (en) (1370 et 1868) ;                                                                        | ancienneté : depuis le Moyen Âge premiers vicomtes d'Irlande. illustration : le Jenico Preston (14e vicomte Gormanston), diplomate. alliances : Plunkett (en), Molyneux (en), Jerningham (en), FitzGerald, Feilding (en). |
| Dévereux  | vicomte Hereford               | 1550             | baron Ferrers (1299, abéant) ; baron Devereux (en) (1384, puis baron FitzWalter) ; comte d'Essex (1572, éteint) ; baronnets Devereux (en) (1611) | ancienneté : depuis le Moyen Âge premiers vicomtes d'Angleterre. illustration : baronnets Devereux (en). parenté : maison Dévereux et du général Ricardo Wall y Devereux. |
| Gage      | vicomte Gage (Irlande)         | 1720             | baronnets Gage (1622) (en) | illustration : général Thomas Gage, commandant-en-chef des forces britanniques en Amérique, Sir William Gage, 7e baronnet, MP, chevalier du Bain et l'un des premiers patrons du cricket, Sir Thomas Rokewode-Gage, 7e baronnet, botaniste à qui la Gagea est dédiée. alliances : Darcy (en), Savage. siège : Firle Place. |
| Addington | vicomte Sidmouth (Royaume-Uni) | 1805             | | famille catholique au moins depuis les six fils de Raymond Addington (1887 † 1976), 6e vicomte. Tous les six furent des anciens de Downside. Le sixième prêtre de l'Oratoire. ancienneté : cité 1350, filiation suivie 1473 illustration : le premier ministre Henry Addington ; un médecin renommé ; un député ; hommes de loi ; des militaires distingués. |
| Foljambe  | vicomte Hawkesbury             | 1905             | comte de Liverpool (en) | Luke, vicomte Hawkesbury, fils et héritier apparent du 5e comte de Liverpool et de lady Juliana Noel (fille aînée du 5e comte de Gainsborough) est un ancien d'Ampleforth. ancienneté : 1845 (mariage de George Saville Foljambe avec lady Selina Jenkinson, puis vicomtesse Milton, fille du comte de Liverpool). illustration : le 1er comte de Liverpool, George Saville Foljambe, fils des précédents, officier de marine puis député aux Communes. Son fils, le 2e comte de Liverpool, officier d'infanterie puis gouverneur-général de Nouvelle-Zélande et cinq autres officiers. alliances : Jenkinson (en), Leveson-Gower (en), Monck, Maison Cavendish, Loder, Noel (en). |
| Bridgeman | vicomte Bridgeman              | 1929             | comte de Bradford (1815) | branche catholique issue d'un petit-fils du 2e comte de Bradford (it). ancienneté : 1563 illustration : un premier-lord de l'Amirauté, deux officiers généraux, un pair du royaume élu par les pairs héréditaires. alliances : Comte de Macclesfield, Comte de Shrewsbury, Asquith (en), Turton (en). |
| Monckton  | vicomte Monckton de Brenchley  | 1957             | vicomte Galway (Irlande, 1727) | catholiques depuis le 2e vicomte Monckton de Brenchley CB OBE MC, Très vénérable ordre de Saint-Jean et croix du mérite pro Merito Melitensi. illustration : un secrétaire d'État britannique, major-général et parlementaires alliances : vicomtes Galway ; baronnets Colyer-Fergusson (en) ; Lady Ruthven de Freeland (aussi connue comtesse de Carlisle) (en) ; comtes de Catena ; baron Lawson de Blaby à vie. |

## Barons
| Nom              | Titre                                       | Date de création | Autres titres                                          | Remarques |
| ---------------- | ------------------------------------------- | ---------------- | ------------------------------------------------------ | --- |
| Stourton         | baron Mowbray                               | 1283             | baron Segrave (en) (1295) ; baron Stourton (en) (1448) | famille restée catholique. illustration : le journaliste Edward Stourton (en), d'une branche cadette de la famille. parenté : Montbray. alliance : Maison Howard. |
| Stonor           | baron Camoys                                | 1383             |                                                        | famille restée catholique. illustration : le 7e Thomas Stonor (7e baron Camoys) GCVO, ex lord-chambellan (1998–2000). siège : Stonor Park dans l'Oxfordshire. |
| Fraser           | lord Lovat (Écosse)                         | 1458             | baron Lovat (1837) ; chef du Clan Fraser of Lovat (en) | famille noble écossaise. illustration : le lieutenant-général sir Charles Fraser VC (en), le 15e lord Lovat KT (Cdt, Lovat Scouts (en)), des lords-lieutenant, politiques et le mannequin, Honor Fraser (en). parenté : Stafford-Jerningham (en), Weld-Blundell. |
| Mostyn           | baron Vaux de Harrowden                     | 1523             |                                                        | famille restée catholique. illustration : Alfred Gilbey (en) et Peter (en) (9e baron), moine dans l'ordre de Saint-Benoît (OSB). alliances : baronnets Gilbey (en) et Mostyn (en). |
| Howard de Walden | baron Howard de Walden                      | 1597             | comte du Saint-Empire (1623)                           | d'ascendance de l'amiral lord Thomas Howard, parenté aux ducs de Norfolk. domaines : « de Walden Estate » à Londres. alliances : comtes de Suffolk, marquis de Bristol, comtes Czernin, marquis de Castellbell (es) (en Espagne) |
| Petre            | baron Petre                                 | 1603             | baronnet Petre (1642)                                  | famille toujours restée catholique. siège : Ingatestone, dans l'Essex. illustration : Dorothy Wadham née Petre (en), sœur du 1er baron Petre, fondatrice de Wadham College à Oxford ; l'actuel 18e baron Petre (en) est nommé KCVO, chevalier de justice de l'ordre de Saint-Jean (KStJ) et lord-lieutenant d'Essex, sœur Ancilla née Rosamond Dent (en). parenté : Furnivall (en).                       |
| FitzHerbert      | baron Stafford                              | 1640             |                                                        | titre créé par mandat dans la pairie d'Angleterre transmis par privilège via fils et filles: par les femmes, passé dans les lignages Stafford (1298), Howard (1640), Jerningham (1824), FitzHerbert (1900); toujours restés catholiques. parenté : Maria Anne FitzHerbert première femme de George IV était veuve d'un membre de cette famille.                                                           |
| Clifford         | baron Clifford de Chudleigh                 | 1672             |                                                        | famille restée catholique. parenté : comtes de Cumberland de la famille Clifford ; le Cardinal Weld. |
| Evans-Freke      | baron Carbery (Irlande)                     | 1715             | baronnet Freke (1768)                                  | Le 11e baron et ses trois fils sont des anciens de Downside. ancienneté : filiation 1688, Limerick. illustration : au moins cinq députés irlandais, des officiers de terre britannique et des avocats. places : branches au Royaume-Uni, aux États-Unis, en Australie et Nouvelle-Zélande. |
| Arundell         | baron Talbot de Malahide (Pairie d'Irlande) | 1831             |                                                        | famille restée catholique. illustration : comtes du Saint-Empire. parenté : comtes Arundell (en) et vicomtes Galway. |
| Stanley          | baron Stanley d'Alderley                    | 1839             | baron Eddisbury (1848), baronnets Stanley (1660)       | famille toujours restée catholique. illustration : Henrietta Stanley ; Edward Stanley (2e baron Stanley d'Alderley) (1843 † 1928), grand-croix dans l'ordre de Pie IX. parenté : comtes de Derby. |
| Dalberg-Acton    | baron Acton                                 | 1869             | baronnet Acton (1644)                                  | famille restée catholique : dont une branche napolitaine. illustration : Joseph Acton Secrétaire d'État des royaumes de Naples et de Sicile, des diplomates, militaires (dont Guglielmo Acton), l'historien John Dalberg-Acton, le compositeur Carlo Acton, Richard Lyon-Dalberg-Acton (1941 † 2010), 4e baron Acton héréditaire cr. aussi en 2000 baron Acton de Bridgnorth à vie, et le cardinal Acton. |
| Gerard           | baron Gerard                                | 1876             | baronnet Gerard (1611)                                 | famille toujours restée catholique. baronnie créée en faveur du 13e baronnet Sir Robert Gerard (en). parenté : FitzGerald, ducs de Leinster anciens sièges : Bryn (en) et Garswood. |
| Howard           | baron Howard de Penrith                     | 1930             |                                                        | cadets des Howard, anciens de Downside et d'Ampleforth. ancienneté : celle des ducs de Norfolk. illustration : un Esmé Howard (1er baron Howard de Penrith) à Washington, des avocats et financiers. alliances : Newburgh, Lucas de Crudwell (en), Hotham (en). |
| Hope             | baron Rankeillour                           | 1932             |                                                        | rameau cadet des baronnets Hope et des marquis de Linlithgow (en). |
| Hesketh          | baron Hesketh                               | 1935             | baronnet Hesketh (1761)                                | famille restée catholique. illustration : le 3e baron (né 1950) était ancien ministre britannique. parenté : comtes de Pomfret (en). |
| Hennessy         | baron Windlesham (en)                       | 1937             | baronnet Hennessy (1927)                               | maison Hennessy de Cognac. illustration : le 3e baron (1932 † 2010) est aussi créé en 1999 David Hennessy (3e baron Windlesham) à vie. |
| Assheton         | baron Clitheroe                             | 1955             | baronnet Assheton (1945)                               | famille toujours restée catholique. siège : Downham (en), dans le Lancashire ; alliances : Booth, Byron, Radclyffe (en), Towneley (en). |

## Baronnets
Ne font pas partie de la pairie mais du baronnetage britannique.
| Nom               | Titre                                | Date de création | Autres titres                        | Remarques |
| ----------------- | ------------------------------------ | ---------------- | ------------------------------------ | --- |
| Blake             | baronnet Blake de Menlough (Irlande) | 1622             |                                      | ancienneté : d'origine irlandaise toujours restée catholique. illustration : le 1er baronnet Sir Valentine Blake (en) (1560 † 1635) est maire et shérif (« high-sheriff ») de Galway en 1611; le 6e baronnet Sir Walter Blake (en) († 1748) était le premier gentilhomme catholique à joigner Guillaume d'Orange. parenté : baronnets Blake de Tillmouth (en) ; baronnets Blake de Langham (en) (celui-ci éteint) |
| De Hoghton        | baronnet de Hoghton (en)             | 1611             |                                      | ancienneté : toujours restée catholique. parenté : barons Gerard (en), vicomtes Mountgarret (en). siège : Hoghton Tower (en), dans le Lancashire. |
| Egerton           | baronnet Grey-Egerton                | 1617             |                                      | ancienneté : noblesse anglo-normande redevenue catholique. illustration : Philip Egerton, ordre de Saint-Benoît (OSB), né Thomas Grey-Egerton (1889 † 1973) ; John Marjoribanks-Egerton (1858 † 1931), camérier pontificale, commandeur de Saint-Grégoire-le-Grand, grand-croix pro Merito Melitensi ; Francis, 8e comte de Bridgewater, mort à l'hôtel Egerton à Paris I. parenté : comtes Egerton de Tatton, ducs de Bridgewater, ducs de Sutherland (en). alliances : Grey, Scrope, Warburton (en), Leigh, Spencer-Churchill et les barons Brownlow (en). anciens sièges : Oulton Park, dans le Cheshire. |
| Strickland        | baronnet Strickland                  | 1641             |                                      | toujours restée catholique. illustration : Gerald, 1er baron Strickland et 6e comte de Catena (premier ministre de Malte) des Hornyold-Strickland ; baronnets Strickland-Constable. parenté : ducs Gandolfi, John Hornyold (en) siège : Château de Sizergh, dans le Cumberland. |
| Throckmorton      | baronnet Throckmorton                | 1642 (éteint)    |                                      | famille originaire de Worcestershire toujours restée catholique. parenté : baronnets Throckmorton (en) ; baronnets Carew (en) ; illustration : Frà Matthew Festing, 79e prince et grand-maître de l'ordre souverain de Malte (OSM) alliances : Courtenay, FitzHerbert, Giffard (en), Raleigh, Vaux (en). siège : Coughton Court, dans le Warwickshire. |
| Blount            | baronnet Blount                      | 1642             | baronnets Blount (en) (1680, éteint) | originaire d'Oxfordshire toujours restée catholique. parenté : barons Mountjoy, comte de Devonshire, comte de Newport. |
| Maxwell Scott     | baronnet Maxwell-Scott               | 1642             |                                      | branche des Haggerston, toujours restée catholique, devenue Constable-Maxwell-Scott puis Maxwell-Scott (en). parenté : Sir Walter Scott. |
| Paston-Bedingfeld | baronnet Bedingfeld                  | 1660             |                                      | une des principales familles catholiques du Norfolk. illustration : le 10e titulaire actuel, Sir Henry Paston-Bedingfeld (en), ex-Norroy & Ulster (en) roi d'armes en Grande Bretagne siège : Oxburgh Hall, dans le Norfolk. |
| Radcliffe         | baronnet Radcliffe                   | 1813             |                                      | une des principales familles catholiques du Lancashire et au nord d'Angleterre. parenté : Radclyffe, comte de Sussex ; comte de Newburgh place : Sir Sebastian Radcliffe, le 7e titulaire actuel, siège au Château de Cheseaux en Suisse illustration : Timothy, cardinal Radcliffe |
| Vavasour          | baronnet Vavasour                    | 1828             |                                      | ancienneté : cadets des Stourton (it), barons Mowbray (en), retour Vavasour. place : une branche cadette installée en Nouvelle-Zélande depuis 1890. |
| de Trafford       | baronnet de Trafford                 | 1841             |                                      | ancienneté : d'origine saxonne, toujours catholique depuis 1050. illustration : les shérifs (« high-sheriff »), lieutenants du comté et un célèbre joueur (en) au cricket. alliances : Booth, Leigh, Parker et Talbot, comtes de Shrewsbury. ancien siège : Old Trafford, dans le Lancashire. |
| Clifford          | baronnet Clifford                    | 1887             |                                      | branche cadette des barons Clifford de Chudleigh (en), issue du 5e fils du 3e baron. parenté : famille Clifford. |
| Booth             | baronnet Booth                       | 1916             | baronnet (1611 (en), en dormance)    | ancienneté : famille d'ascendance du Lancashire suivie le XIIIe siècle, redevenue catholique. illustration : deux archevêques Booth d'York, autres évêques et doyens, comtes de Warrington. parenté : Grey, comtes de Stamford & Warrington et Gore, comtes d'Arran. alliances : Macaulay, Martineau (en), Thackeray et les ducs d'Atholl. |

## Divers
Notamment, membres de la petite noblesse, ie. — familles non titrées, autrefois dites landed gentry aussi armigerous families (es) (en) en Grande-Bretagne.
| Nom                      | Titre                         | Date de création                                         | Autres titres | Remarques |
| ------------------------ | ----------------------------- | -------------------------------------------------------- | --- | --- |
| Bamford                  | Bamford                       |                                                          | Sir Anthony Bamford (baron à vie, 2013) | d'ascendance de la famille Bamford d'Uttoxeter ; propriétaires de la société « J. C. Bamford Excavators ». |
| Beauclerk                | Beauclerk                     | par entail au titre de duc cr. 1684, marquis depuis 1972 | marquis de Valero de Urría (es) (Espagne, 1852) | d'ascendance Stuart via le Sidney Beauclerk. parenté : ducs de Saint-Albans. alliance : casa Peñalver (es). |
| Berkeley                 | Berkeley                      | par entail au titre de baron cr. 1295                    | baron Gueterbock (à vie, 2000) | ancienneté : depuis le Moyen Âge. parenté : marquis et comtes de Berkeley, et les barons Berkeley de Stratton. siège : Spetchley Park (en), dans le Worcestershire. |
| Blundell                 | Blundell (en)                 |                                                          | vicomte Blundell (en) (Irelande, 1720) | famille originaire de Lancashire toujours restée catholique. parenté : Weld-Blundell (en), le cardinal Weld. alliances : Tempest, Norreys, Mostyn, Holland, Eyre. siège : Crosby Hall (en). |
| Bowes-Lyon               | Bowes-Lyon                    |                                                          | | ancienneté : David Bowes-Lyon et John Bowes-Lyon, anciens d'Ampleforth (issu du général Sir James Bowes-Lyon. parenté : comtes de Strathmore et Kinghorne. ancien siège : Sennicotts (en), dans le Sussex. |
| Braganza                 | Bragança                      | ducs de Bragance cr. 1442                                | roi de Portugal (pt) (deposé en 1910) | d'ascendance du prince Jean, duc de Lancastre connu Jean de Gand (duché fusionné à la Couronne, depuis 1413) |
| Bridgeman                | Bridgeman (en)                |                                                          | | parenté : issu d'Henry Bridgeman (en) avec Joan, cohéritière de Bernard Constable-Maxwell (en), anciens d'Ampleforth et chevaliers de l'ordre souverain de Malte (OSM). siège : Fallodon (en). |
| Constable Maxwell Stuart | Constable-Maxwell-Stuart (en) |                                                          | | cadets des baronnets Maxwell-Scott. siège : Traquair (en). |
| Dymoke                   | Dymoke (en)                   |                                                          | baronnets Dymoke (en) (1841, éteint) | illustration : «Lord of the manor de Scrivelsby » (en) et « Queen's Champion » ex officio (en) (autrefois porte-drapeau d'Angleterre (en)), Francis Dymoke (en) DL FCA (en) (né 1955). alliances : comtes de Westmorland, barons Clinton (en). siège : Scrivelsby Grange (en), dans le Lincolnshire. |
| Eyre                     | Eyre                          |                                                          | | famille toujours restée catholique dans le Derbyshire. illustration : Charles Eyre (en), le général Sir William Eyre (en) et George Eyre. anciens sièges : Hassop et Holme (en). |
| Fortescue                | Fortescue                     |                                                          | comtes Fortescue (it) (1789) | famille toujours restée catholique. parenté : Bx sir Adrien Fortescue ; comtes Fortescue (it). alliance : Frà Matthew Festing, prince et grand-maître de l'ordre souverain de Malte (cousin). siège : Boconnoc, dans le Cornwall. |
| Leigh                    | Leigh                         |                                                          | baronnets Leigh (G-B (en) 1773, en dormance) | ancienneté : filiation suivie XIIIe siècle, anciens seigneurs du Cheshire. illustration : Bx Richard Leigh (en) (1557 † 1588) ; Sir Neville Leigh (en) (1922 † 1994) père du député Sir Edward Leigh, officier de la Légion d'honneur. alliances : comtes de Bridgewater, comtes de Bantry (en), grand-ducs de Mecklembourg-Strelitz, princes Galitzine. parenté : Francis Leigh (1er comte de Chichester) ; barons Leigh (en) ; barons Newton (en). anciens sièges : Jodrell (en), Kermincham (en) et West Hall à High Legh dans le Cheshire, et le château de Brue en Provence. |
| Levett Scrivener         | Levett-Scrivener (en)         |                                                          | | militaires (en) puis petite noblesse de Sibton dans le Suffolk. alliances : Harry Smith Parkes, Joly de Lotbinière. |
| Scrope                   | Scrope                        |                                                          | baron Scrope de Masham (1350, abéant) ; baron Scrope de Bolton (1371, abéant) ; comte de Wiltshire (1399, éteint) ; Comte de Sunderland (1627, éteint) | haute noblesse du Moyen Âge toujours restée catholique ; vainqueurs au cas héraldique célébré « Scrope vs. Grosvenor (en) » de 1389 devant la cour du comte-maréchal. parenté : l'archevêque Scrope, comte de Wiltshire, Emanuel Scrope (1er comte de Sunderland) des barons Scrope. illustration : Philip Scrope, Harry Scrope (né 1974), tête de famille et propriétaire des domaines ancestraux dans le Yorkshire. alliances : Orde-Powlett (en), Scrope Howe (1er vicomte Howe), Egerton, Clifford. siège : Danby Hall, dans le Yorkshire.                                    |
| Stirling                 | Stirling                      |                                                          | baronnets Stirling (en) (1651) | branche cadette des baronnets Heron-Maxwell (en) de Springkell. illustration : le colonel Sir David Stirling, fondateur du SAS. siège : Keir House (en). |
| Stuart                   | Stuart                        | prince de l'Église (1747)                                | duc d'York (jacobite) | famille royale jacobite, prétendant aux trônes d'Angleterre et d'Écosse illustration : prince Henri Stuart dit le cardinal York. parenté : maison royale Stuart. |
|                          | Weld                          | prince de l'Église (1830)                                | cardinal-évêque Thomas Weld | famille toujours restée catholique. illustration : Sir Humphrey Weld (en) (lord-maire de Londres), sir Frederick Weld (premier ministre de Nouvelle-Zélande) parenté : Weld-Blundell (en). sièges familiaux : Ince Blundell (en), Lulworth Castle. |

### Sources
- The Catholic Families, Mark Bence-Jones (en) (Constable; Londres, 1992)
- Burke's Peerage, Baronetage & Knightage, 107e édition (Londres, 2003).